# Зелёное (Киевская область)
Зелёное (укр. Зелене) — село, входит в Згуровскую поселковую общину Броварского района Киевской области Украины. До 2020 года входило в состав Згуровского района.
Население по переписи 2001 года составляло 11 человек. Почтовый индекс — 07653. Телефонный код — 4570. Занимает площадь 0,728 км². Код КОАТУУ — 3221984503.

## Местный совет
07653, Київська обл., Згурівський р-н, с. Нова Оржиця, вул. Шевченка, 19

## История
До 1941 года зеленое называлось хутора Ново-Оржицкие. На болие ранних картах не указано.